# ATP Finals 2018 – mužská dvouhra
Mužská dvouhra ATP Finals 2018 probíhala okolo poloviny listopadu 2018. Do singlové soutěže londýnského Turnaje mistrů nastoupilo osm nejlepších hráčů v klasifikaci žebříčku ATP Race to London. Obhájcem titulu byl bulharský tenista Grigor Dimitrov, který se do soutěže nekvalifikoval.
Z osmi účastníků předchozího ročníku 2017 do dvouhry zasáhli Roger Federer, Marin Čilić, Alexander Zverev a Dominic Thiem. Debutanty se stali Kevin Anderson s Američanem Johnem Isnerem. Anderson se kvalifikoval jako první Jihoafričan od účasti Wayna Ferreiry v roce 1995. Argentinec Juan Martín del Potro si také zajistil účast premiérově od roku 2013. Zranění kolene jej však přinutilo odstoupit. Jeho pozici zaujal Japonec Kei Nišikori.
Před začátkem turnaje se odhlásil Rafael Nadal kvůli poranění břišního svalstva a nahradil jej John Isner. Srb Novak Djoković, v den Nadalova odhlášení, vystřídal Španěla na čele světového žebříčku. Neúčastí mallorského soupeře tak získal jistotu, že popáté v kariéře završí sezónu jako konečná světová jednička.
Vítězem se stal třetí nasazený Němec a světová čtyřka Alexander Zverev, jenž ve finále porazil srbskou turnajovou jedničku a pětinásobného šampiona Novaka Djokoviće po dvousetovém průběhu 6–4 a 6–3. Oplatil mu tak porážku ze skupinové fáze. Ve zbylých čtyřech utkáních však neprohrál ani jednu sadu. První podání na turnaji Djoković ztratil až v devátém gamu úvodního setu finále se Zverevem, jenž pak ve druhém dějství prolomil Srbovi servis ještě třikrát. Němec tím vyrovnal vzájemný poměr utkání na 2–2. V probíhající sezóně si, po triumfech v Mnichově, Madridu a Washingtonu, připsal čtvrté turnajové vítězství, které představovalo desátý singlový titul na okruhu ATP Tour. Ve 21 letech a 6 měsících se Zverev stal třetím nejmladším vítězem Turnaje mistrů, když o měsíc mladší byl v roce 2008 Djoković a Lleyton Hewitt roku 2001 triumfoval jako nejmladší ve 20 letech a 8 měsících. Stal se také třetím německým šampionem po Borisi Beckerovi a Michaelu Stichovi.

## Nasazení hráčů
1. Novak Djoković (finále, 1000 bodů, 1 432 000 USD)
2. Roger Federer (semifinále, 400 bodů, 609 000 USD)
3. Alexander Zverev (vítěz, 1300 bodů, 2 509 000 USD)
4. Kevin Anderson (semifinále, 400 bodů, 609 000 USD)
5. Marin Čilić (základní skupina, 200 bodů, 406 000 USD)
6. Dominic Thiem (základní skupina, 200 bodů, 406 000 USD)
7. Kei Nišikori (základní skupina, 200 bodů, 406 000 USD)
8. John Isner (základní skupina, 0 bodů, 203 000 USD)

## Náhradníci
1. Karen Chačanov (nenastoupil, 0 bodů, 110 000 USD)
2. Borna Ćorić (nenastoupil, 0 bodů, 110 000 USD)

## Soutěž
| Legenda                                                       |                                                                        |                                                   |
| - Q – kvalifikant - WC – divoká karta - LL – šťastný poražený | - Alt – náhradník - SE – zvláštní výjimka - PR/SR – žebříčková ochrana | - w/o – bez boje - r – skreč - d – diskvalifikace |

### Finálová fáze
|  | Semifinále | Semifinále       | Semifinále       | Semifinále | Semifinále |               |                | Finále | Finále | Finále | Finále | Finále |
|  |            |                  |                  |            |            |               |                |        |        |        |        |        |
|  | 1          | Novak Djoković   | 6                | 6          |            |               |                |        |        |        |        |        |
|  | 4          | Kevin Anderson   | 2                | 2          |            |               |                |        |        |        |        |        |
|  | 4          | Kevin Anderson   | 2                | 2          |            | 1             | Novak Djoković | 4      | 3      |        |        |        |
|  |            |                  |                  |            |            | 1             | Novak Djoković | 4      | 3      |        |        |        |
|  |            | 3                | Alexander Zverev | 6          | 6          |               |                |        |        |        |        |        |
|  | 2          | 3                | Alexander Zverev | 6          | 6          | Roger Federer | 5              | 5      |        |        |        |        |
|  | 2          |                  |                  |            |            | Roger Federer | 5              | 5      |        |        |        |        |
|  | 3          | Alexander Zverev | 7                | 7          |            |               |                |        |        |        |        |        |

### Skupina Gugy Kuertena
|    |                  | Djoković      | Zverev             | Čilić              | Isner              | Zápasy | Sety         | Hry            | Pořadí |
| 1. | Novak Djoković   |               | 6–4, 6–1           | 7–6(9–7), 6–2      | 6–4, 6–3           | 3–0    | 6–0 (100 %)  | 37–20 (64,9 %) | 1.     |
| 3. | Alexander Zverev | 4–6, 1–6      |                    | 7–6(7–5), 7–6(7–1) | 7–6(7–5), 6–3      | 2–1    | 4–2 (66,7 %) | 32–33 (49,2 %) | 2.     |
| 5. | Marin Čilić      | 6–7(7–9), 2–6 | 6–7(5–7), 6–7(1–7) |                    | 6–7(2–7), 6–3, 6–4 | 1–2    | 2–5 (28,6 %) | 38–41 (48,1 %) | 3.     |
| 8. | John Isner       | 4–6, 3–6      | 6–7(5–7), 3–6      | 7–6(7–2), 3–6, 4–6 |                    | 0–3    | 1–6 (14,3 %) | 30–43 (41,1 %) | 4.     |

### Skupina Lleytona Hewitta
|    |                | Federer       | Anderson        | Thiem           | Nišikori      | Zápasy | Sety         | Hry            | Pořadí |
| 2. | Roger Federer  |               | 6–4, 6–3        | 6–2, 6–3        | 6–7(4–7), 3–6 | 2–1    | 4–2 (66,7 %) | 33–25 (56,9 %) | 1.     |
| 4. | Kevin Anderson | 4–6, 3–6      |                 | 6–3, 7–6(12–10) | 6–0, 6–1      | 2–1    | 4–2 (66,7 %) | 32–22 (59,3 %) | 2.     |
| 6. | Dominic Thiem  | 2–6, 3–6      | 3–6, 6–7(10–12) |                 | 6–1, 6–4      | 1–2    | 2–4 (33,3 %) | 26–30 (46,4 %) | 3.     |
| 7. | Kei Nišikori   | 7–6(7–4), 6–3 | 0–6, 1–6        | 1–6, 4–6        |               | 1–2    | 2–4 (33,3 %) | 19–33 (36,5 %) | 4.     |